# Bruno Nicolai
Bruno Nicolai (Roma, 26 maggio 1926 – Roma, 16 agosto 1991) è stato un compositore, direttore d'orchestra e editore musicale italiano, molto attivo nel campo delle colonne sonore e nell'organizzazione della vita musicale romana.

## Biografia
Studiò pianoforte con Aldo Mantia, organo con F. Vignanelli presso il Pontificio Istituto di Musica Sacra e ancora organo e composizione con A. Ferdinandi e Goffredo Petrassi presso il Conservatorio di Santa Cecilia a Roma. Qui incontrò Ennio Morricone, del quale diresse oltre cento partiture - praticamente l'intera produzione filmica del maestro nel decennio 1965-1974 - e al quale fu legato da un lungo rapporto di amicizia nonostante la cessazione della collaborazione voluta da Morricone, per evitare ogni ambiguità riguardo all'effettivo apporto di Nicolai alle partiture stesse. A questo proposito esistono due testimonianze chiarificatrici di Morricone contenute nei volumi "La musica nel film" di Sergio Miceli (p. 327) e "Inseguendo quel suono" di Ennio Morricone (pp. 120-121).
Dal 1950 al 1964 suonò nell'Orchestra Sinfonica dell'ANSC (Accademia Nazionale di Santa Cecilia) e nell'Orchestra Sinfonica della RAI (pianoforte, organo, clavicembalo). Inoltre fu maestro sostituto per opere da camera presso il Teatro La Cometa. Nel 1966 fondò il "Gruppo di musica da camera per la musica contemporanea"; nel 1968 partecipò al Festival di Musica Contemporanea di Venezia; nel 1977 rilevò le edizioni De Santis. 
Fu autore di circa cento colonne sonore per il cinema e circa quaranta per la televisione, così come di molta musica da camera e sinfonica, nella quale utilizzò spesso la tecnica dodecafonica. Fu autore delle opere liriche "La forza di amare" (Assisi 1968) e "L'uomo è solo" (su libretto di Emilio Marsili), e delle seguenti composizioni strumentali: Sinfonia per otto strumenti (1966), Sonata per viola e percussioni, "Quattro odi di Orazio" per baritono e nove strumenti, Divertimento per otto strumenti. 
È stato docente di armonia e composizione presso il Conservatorio Musicale di Bologna, nonché direttore dal 1975 della casa editrice musicale "Edi-Pan" (Roma). Assieme al pianista Daniele Lombardi  e con la consulenza iniziale di Pietro Acquafredda, ha, nel 1985, fondato e diretto la rivista "La Musica" - di cui è stato direttore editoriale della cooperativa omonima -, che si è occupata soprattutto di musica contemporanea.
Nicolai ha diretto numerose colonne sonore di Carlo Rustichelli, alcune di Luis Bacalov, Armando Trovajoli, Nino Rota e Giovanni Fusco e con Piero Piccioni ha raggiunto i migliori risultati in termini di orchestrazione, in particolare per Fumo di Londra e Un italiano in America di Alberto Sordi e per C'era una volta... di Francesco Rosi.

## Discografia (parziale)
Partiture cinematografiche originali
- 1964 Il pelo nel mondo di Bruno Nicolai e Nino Oliviero CAM Cms. 30-090 (edizione americana: Musicor 3059)
- 1965 100.000 dollari per Ringo WEA General Music 803011 (una traccia) (45 giri: Ricordi SRL 10-400 [contenente "Ringo dove vai"])
- 1966 Kiss Kiss Bang Bang (45 giri: Parade PRC 5003 [contenente il tema omonimo cantato da Nancy Cuomo])
- Missione speciale Lady Chaplin (45 giri: Ricordi SRL 10-435 [contenente il tema "Lady Chaplin" cantato da Bobby Solo ]
- Il Natale che quasi non fu RCA CAS 1086 [con il titolo americano "The Christmas That Almost Wasn't"]
- 1967 O.K. Connery (45 giri: Parade PRC 5042 [contenente il tema omonimo cantato da Al Christian alias Christy ]
- Agente speciale L.K. (Operazione Re Mida) Dagored Red107 (1999)
- Dalle Ardenne all'inferno Beat LP 001 (tre tracce) e LP 003 (due tracce)
- 1968 Corri uomo corri CAM SAG 9006 (45 giri: CAM AMP 46 [contenente il tema "Run Man Run" cantato da Christy tratto da La resa dei conti ]
- Giugno '44 sbarcheremo in Normandia Beat LPF 036 (tre tracce)
- Il mercenario United Artists UAS 290051 (Germania); United Artists SR 328 (Giappone) (45 giri: United Artists UA 3153 (Italia); United Artists PM2CO6290891 e PM2CO0691049 (Francia); United Artists UP 35-004 (Gran Bretagna) )
- 1969 Justine ovvero Le disavventure della virtù Gemelli GG ST 10-013
- Bruciatelo vivo! Beverly Hills BHS 21 (edizione americana col titolo Land Raiders)
- La battaglia del deserto Gemelli GG 10-001
- Femmine insaziabili Ariete ARLP 2006 [contenente il tema "I Want It All" di Nohra-Nicolai cantato da Lara Saint-Paul ]
- Lovebirds - Una strana voglia d'amare Tank PRE 3
- Zenabel Gemelli GG 10-002
- 1970 Il trono di fuoco Cinevox MDF 33/32
- De Sade 2000 Gemelli GG 10-024
- Il conte Dracula Edi-Pan CS 2013
- Indio Black sai che ti dico? Sei un gran figlio di... United Artists UAS 29482 (Gran Bretagna) (una traccia) (45 giri: King HIT 1947 (Giappone) )
- 1971 Paolo e Francesca Gemelli GG 10-005 (1978)
- Luca bambino mio Seven Seas SR 758 (Giappone); Gemelli CS 3002
- 1972 Tutti i colori del buio Gemelli GG ST 10-014
- 1973 L'onorata famiglia Gemelli GG ST 10-022
- Una giornata spesa bene General Music 55494; Edi-Pan CS 3001 (45 giri: Polydor 2-056-219)
- L'uomo in basso a destra nella fotografia CAM SKAG 3002 (una traccia); CAM LAG 460-007 (Francia)
- Ci risiamo, vero Provvidenza? (45 giri: RCA OC44)
- Il mio nome è Shanghai Joe TAM YX 8018 (Giappone)
- 1974 Allora il treno Edi-Pan LPX 39-CS 2001
- L'arma meravigliosa King Univ. NLP 103/104 (doppio long-playing)
- L'anticristo Seven Seas GXH 6 (Giappone) (una traccia) (45 giri: Beat BTF 089)

Partiture televisive originali
- 1964 Vita di Michelangelo Edi-Pan CS 2012
- 1969 Geminus Gemelli GG 10-003
- 1972/1978 Civiltà del Mediterraneo Edi-Pan CS 2011
- 1973 Eleonora Gemelli GG ST 10-028; Edi-Pan CS 2016
- 1974 Il commissario De Vincenzi (45 giri: Cetra SP 1556 [matrice: 23.4.1974])
- 1976 Don Giovanni in Sicilia Edi-Pan CS 2005 (45 giri: Cetra SP 1626)
- 1977 Il commissario De Vincenzi (45 giri: Cetra SP 1648)

## Filmografia (parziale)

### Compositore

#### Cinema
- Il naufrago del Pacifico, regia di Jeff Musso (1951) (terminato da Amasi Damiani nel 1962)
- Il conte Aquila, regia di Guido Salvini (1955)
- Il fiume di Roma, regia di Mario Tebano - documentario (1960)
- Eco nel villaggio, regia di Themistocles Hoetis – cortometraggio (1961)
- Chi è di scena, regia di Mauro Severino – cortometraggio (1963)
- Il pelo nel mondo, regia di Antonio Margheriti e Marco Vicario (1964) (insieme a Nino Oliviero)
- Giulietta e Romeo, regia di Riccardo Freda (1964) (solo adattamento musicale non accreditato)
- 100.000 dollari per Ringo, regia di Alberto De Martino (1965)
- K.O. va e uccidi, regia di Carlo Ferrero (1966)
- Upperseven, l'uomo da uccidere, regia di Alberto De Martino (1966)
- Kiss Kiss... Bang Bang, regia di Duccio Tessari (1966)
- Missione speciale Lady Chaplin, regia di Alberto De Martino (1966)
- Django spara per primo, regia di Alberto De Martino (1966)
- Il Natale che quasi non fu, regia di Rossano Brazzi (1966)
- El Cisco, regia di Sergio Bergonzelli (1966)
- Da Berlino l'apocalisse, regia di Mario Maffei (1967)
- O.K. Connery, regia di Alberto De Martino (1967)
- Agente speciale L.K. (Operazione Re Mida) (Lucky, el intrépido), regia di Jesús Franco (1967)
- I giorni della violenza, regia di Alfonso Brescia (1967)
- Gentleman Jo... uccidi, regia di Giorgio Stegani (1967)
- Dalle Ardenne all'inferno, regia di Alberto De Martino (1967)
- Fenomenal e il tesoro di Tutankamen, regia di Ruggero Deodato (1968)
- Corri uomo corri, regia di Sergio Sollima (1968)
- L'ultimo mercenario, regia di Dieter Müller (1968)
- 99 donne, regia di Jesús Franco (1968)
- Il mercenario, regia di Sergio Corbucci (1968)
- Justine, ovvero le disavventure della virtù, regia di Jesús Franco (1969)
- Philosophy in the Boudoir, regia di Jesús Franco (1969)
- La battaglia del deserto, regia di Mino Loy (1969)
- Love Birds - Una strana voglia d'amare, regia di Mario Caiano (1969)
- Zenabel, regia di Ruggero Deodato (1969)
- Il trono di fuoco (The Bloody Judge), regia di Jesús Franco (1970)
- Il conte Dracula (Count Dracula), regia di Jesús Franco (1970)
- America così nuda, così violenta, regia di Sergio Martino (1970)
- Arizona si scatenò... e li fece fuori tutti, regia di Sergio Martino (1970)
- Il ragazzo dagli occhi chiari, regia di Emilio Marsili (1970)
- Buon funerale amigos!... paga Sartana, regia di Giuliano Carnimeo (1970)
- Les cauchemars naissent la nuit, regia di Jesús Franco (1970)
- Eugénie, regia di Jesús Franco (1970)
- La notte che Evelyn uscì dalla tomba, regia di Emilio P. Miraglia (1971)
- La coda dello scorpione, regia di Sergio Martino (1971)
- Gli fumavano le Colt... lo chiamavano Camposanto, regia di Giuliano Carnimeo (1971)
- Luca, bambino mio, regia di Ramón Fernández (1971)
- Una vergine tra i morti viventi (Una vierge chez lez morts vivants), regia di Jesús Franco (1971)
- Tutti i colori del buio, regia di Sergio Martino (1972)
- Uomo avvisato mezzo ammazzato... parola di Spirito Santo, regia di Giuliano Carnimeo (1972)
- Dio in cielo... Arizona in terra (Una bala marcada), regia di Juan Bosch (1972)
- Domani passo a salutare la tua vedova... parola di Epidemia (Tu fosa será la exacta... amigo), regia di Juan Bosch (1972)
- Perché quelle strane gocce di sangue sul corpo di Jennifer?, regia di Giuliano Carnimeo (1972)
- Il tuo vizio è una stanza chiusa e solo io ne ho la chiave, regia di Sergio Martino (1972)
- La dama rossa uccide sette volte, regia di Emilio P. Miraglia (1972)
- Quel gran pezzo dell'Ubalda tutta nuda e tutta calda, regia di Mariano Laurenti (1972)
- Los amantes de la isla del diablo, regia di Jesús Franco (1972)
- Una giornata spesa bene, regia di Jean-Louis Trintignant (1973)
- L'onorata famiglia, regia di Tonino Ricci (1973)
- Lo chiamavano Tresette... giocava sempre col morto, regia di Giuliano Carnimeo (1973)
- L'uomo a destra in basso nella fotografia, regia di Nadine Trintignant (1973)
- Il mio nome è Shangai Joe, regia di Mario Caiano (1973)
- La vedova inconsolabile ringrazia quanti la consolarono, regia di Mariano Laurenti (1973)
- ...e poi, non ne rimase nessuno (And Then There Were None), regia di Peter Collinson (1974)
- Gatti rossi in un labirinto di vetro, regia di Umberto Lenzi (1974)
- L'uomo della strada fa giustizia, regia di Umberto Lenzi (1975)
- Due Magnum 38 per una città di carogne, regia di Mario Pinzauti (1975)
- Il maestro di violino, regia di Giovanni Fago (1976)
- Camminacammina, regia di Ermanno Olmi (1982)
- La vigna di uve nere, regia di Sandro Bolchi (1984)
- La coscienza di Zeno, regia di Sandro Bolchi (1988)
- Pigmalione 88, regia di Flavio Mogherini (1988)

#### Televisione
- Geminus, regia di Luciano Emmer – miniserie TV (1969)
- Le avventure di Pinocchio, regia di Luigi Comencini - miniserie TV (1972)
- La figlia di Iorio di Silverio Blasi (1974)
- Murat, regia di Silverio Blasi – miniserie TV (1975)